# Czapeczka korzenia

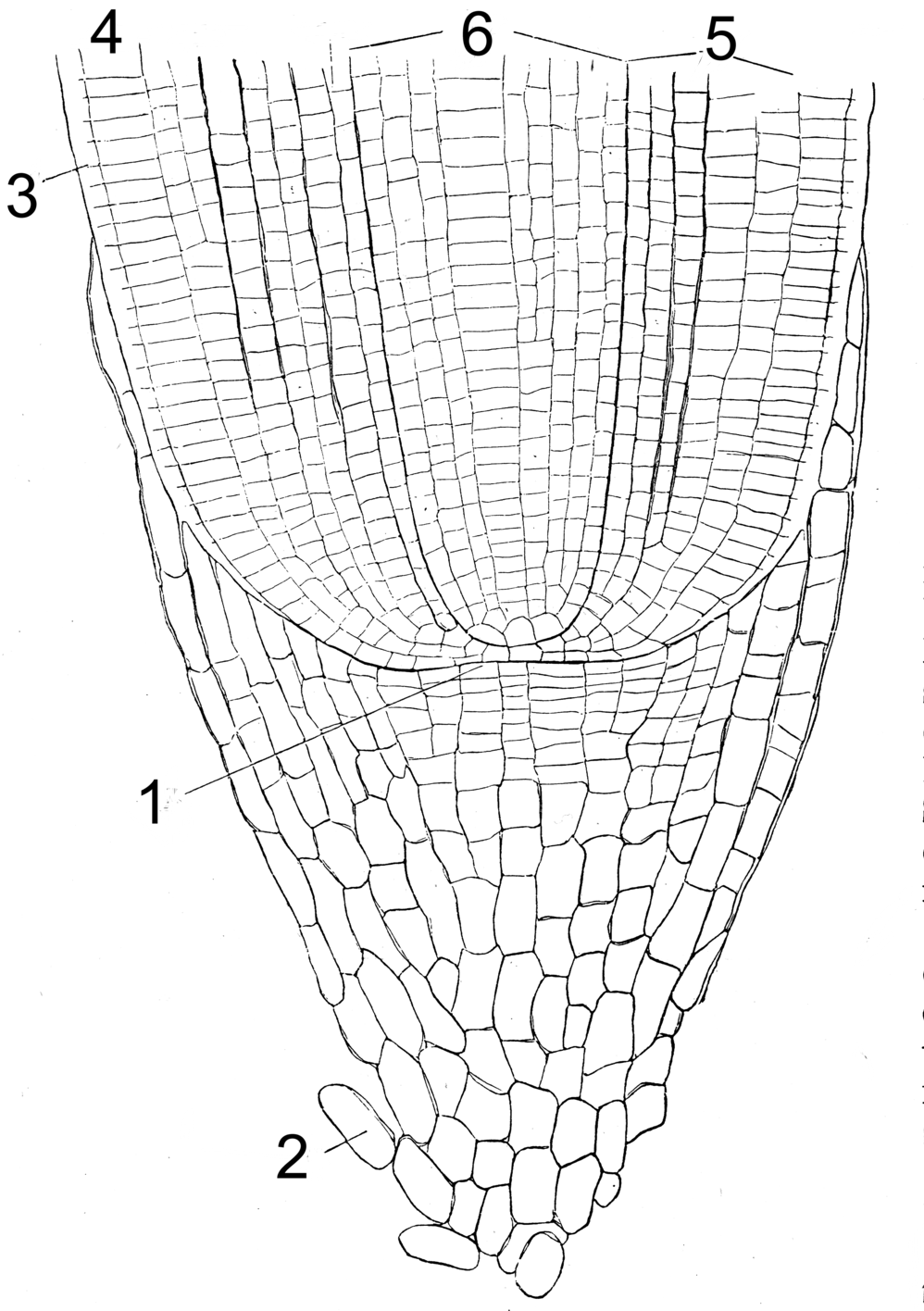
Wierzchołek wzrostu korzenia (czapeczka oznaczona numerem 2)

Czapeczka korzenia, kaliptra – element budowy wierzchołka wzrostu (merystemu wierzchołkowego) korzenia. Pełni funkcję osłony dla delikatnych komórek inicjalnych podczas wciskania się rosnącego korzenia pomiędzy cząstki gleby. Czapeczka składa się z komórek miękiszowych, które w jej centralnej części zawierają amyloplasty z dużymi ziarnami skrobi. Wraz z systemem błon siateczki śródplazmatycznej umożliwiają one roślinie reakcję grawitropiczną. Komórki czapeczki od zewnątrz ulegają ścieraniu – ich blaszka środkowa śluzowacieje i komórki tracą z sobą kontakt. Równocześnie jednak od wnętrza wierzchołka wzrostu przyrastają kolejne warstwy komórek miękiszowych. 
Czapeczka widoczna jest w preparatach mikroskopowych wierzchołka korzenia, jednak u niektórych roślin (np. u pandanów) jest na tyle okazała, że widać ją gołym okiem jako brunatną pochewkę na szczycie korzenia. Niektóre rośliny wodne, takie jak rzęsa i żabiściek, posiadają także przypominającą czapeczkę osłonkę końca korzenia, jednak jest to tylko twór analogiczny do czapeczki, nazywany kieszonką korzeniową. Kluczowa różnica względem czapeczki jest taka, że pochewki te mają pochodzenie pędowe.